# Goriaczije Kluczi (rejon kurylski)
Goriaczije Kluczi (ros. Горячие Ключи) – wieś w Rosji, w obwodzie sachalińskim, w rejonie kurylskim, na wyspie Iturup. W 2010 liczyła 2025 mieszkańców.